# いせや本店
いせや本店（いせやほんてん）は、静岡県沼津市で営業していた和菓子の老舗。またその後に店名を継承して開業したパン屋の店舗。

## 歴史

### 和菓子店
和菓子店「いせや本店」は1924年（大正13年）に創業した。主な商品に次のようなものがあった。
- 平作最中 - 沼津を舞台とする歌舞伎作品（「伊賀越道中双六」）に題材をとった最中[1]。
- TABERU COFFEE 珈琲もなか
  - ブラジル産コーヒーを練りこんだ最中に白小豆とマスカルポーネチーズを合わせた餡を挟んだ和菓子[2]。
  - AGF「珈琲 和菓子アワード 2017」コーヒーを用いた和菓子のコンテスト部門で大賞を受賞[3]。

しかし、和菓子店「いせや本店」は2020年3月に閉業した。

### パン屋
2021年（令和3年）11月に和菓子店経営者の知人が「いせや本店」の店名を継承し、店舗をリノベーションしてパン屋を開店した。主な商品に「サワードウブレッド」などがある。